# Josep Viladomat

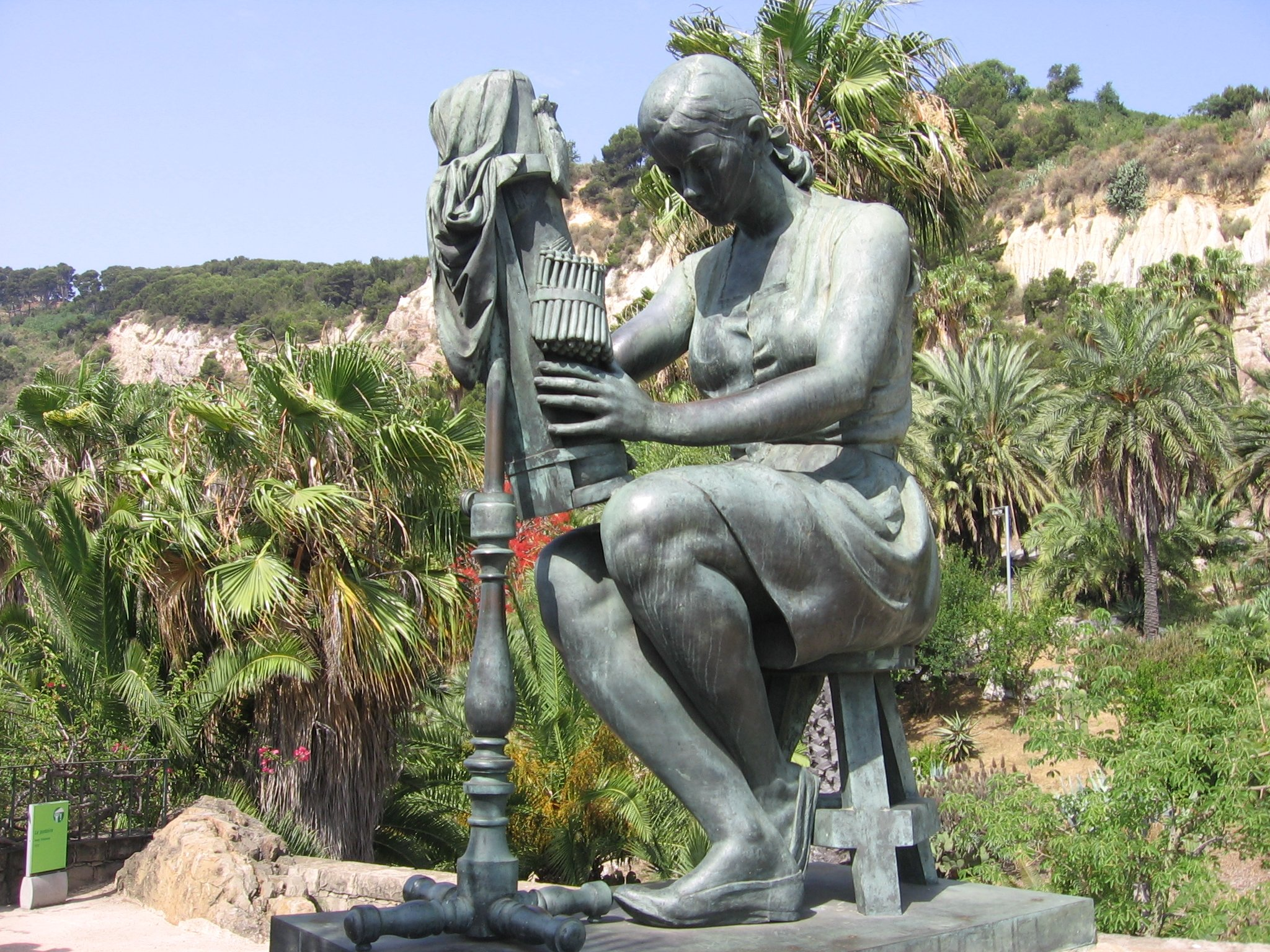
La encajera (1972), Parque de Montjuic, Barcelona.

Josep Viladomat i Massanas (Manlleu, Barcelona, 1899 - Escaldes-Engordany, Andorra, 1989) fue un escultor español.
Discípulo de Joan Borrell, trabajó en los talleres de Eusebio Arnau en Barcelona.
Participó en el grupo de Los Evolucionistas, fundado en el año 1917, junto con Rebull y Granyer, tratando de reaccionar al modernismo con la búsqueda del realismo basado en los barrocos catalanes y su gran admiración por Maillol y los escultores griegos, su escultura fue un poco indefinida con un realismo muy detallista a veces y otras con unos desnudos completamente acertados.
Residió en sus últimos años en Andorra, donde tiene un museo dedicado a su obra.
En el Museo Nacional de Arte de Cataluña, tiene obra suya expuesta.
Es hermano menor de Joan Viladomat i Massanas (1885-1940) célebre compositor de más de 700 títulos entre los que figuran el famoso tango "Fumando Espero" y otras obras como "El vestir d'en Pasqual", "El Tango de la Cocaína" y la sardana "Catalunya Plora" .

## Obras destacadas

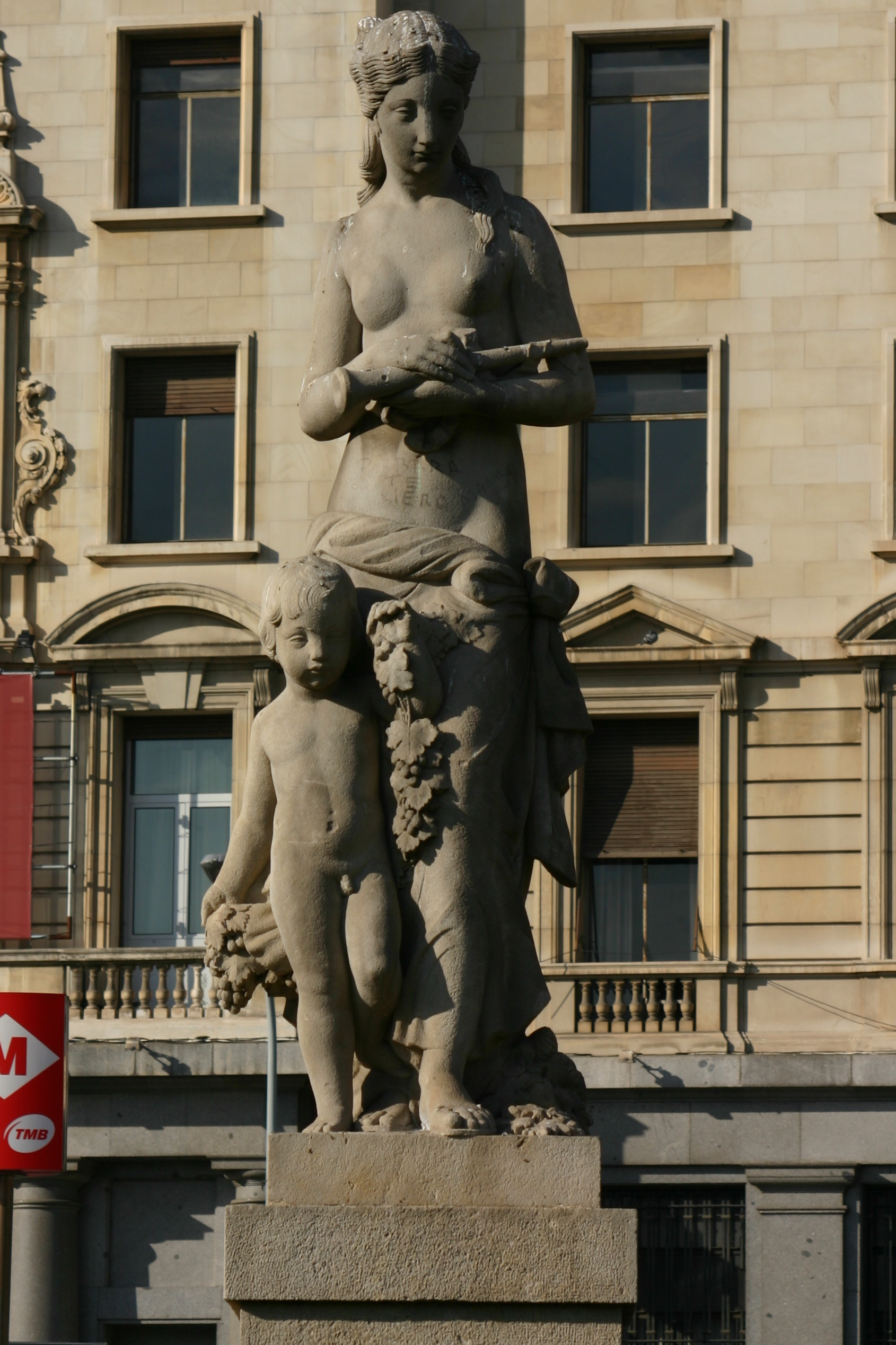
Mujer con niño y flautín, Plaza de Cataluña (Barcelona).

- La encajera. Parque de Montjuic (Barcelona)
- Mujer con niño y flautín.  Plaza de Cataluña (Barcelona)
- Maternidad. 1923. Casa de la Ciudad de Barcelona
- Piedad. Monasterio de San Juan de las Abadesas (Gerona)
- San Francisco de Asís. 1927 Monasterio de Montserrat (Barcelona)
- La República (Homenaje a Pi i Margall). 1934 Barcelona
- Santa Eulalia. Casa de la Ciudad de Barcelona
- San Jorge. Casa de la Ciudad de Barcelona
- Monumento a Fortuny. Reus (Tarragona)
- A Pau Casals. 1940 Barcelona
- La Fuente del Centenario. 1954 Tarragona
- Estatua ecuestre del General Franco. 1963 Castillo de Montjuic, Barcelona; retirada en 2008 y guardada en un almacén municipal.
- Avi del Barça (Barcelona)
- Busto del Dr. Pedro Piulachs i Oliva. 1965. Andorra.
- Monumento al copríncipe Juan Bautista Benlloch. 1966. Andorra la Vieja.
- Monumento conmemorativo del centenario de la Nueva Reforma de Andorra (danza de la morisca). 1967. Casa de la Vall. Andorra la Vieja.

Las obras de Josep Viladomat se pueden visitar en el Centro de Arte de Las Escaldas-Engordany, donde se ha trasladado la colección de esculturas anteriormente expuestas en el Museo Viladomat.